# Corticifera glareola
Corticifera glareola is een zeeanemonensoort. De familie is nog onzeker. De wetenschappelijke naam van de soort werd in 1817 voor het eerst geldig gepubliceerd door Charles Alexandre Lesueur.